# Manettia cinchonarum
Manettia cinchonarum är en måreväxtart som beskrevs av Paul Carpenter Standley och Julian Alfred Steyermark. Manettia cinchonarum ingår i släktet Manettia och familjen måreväxter. Inga underarter finns listade i Catalogue of Life.